# Gosplan
Gosplan (acronim pentru   государственный комитет по планированию Comitetul de Stat al Planificării) se numea în cadrul Uniunii Sovietice structura însărcinată cu planificarea economiei. Aceasta funcționa pe lângă Consiliul de Miniștri și se ocupa cu elaborarea planurilor cincinale.